# Breakfast in America (cançó)
Breakfast in America és una cançó del grup de rock pregressiu britànic Supertramp publicada en l'àlbum d'estudi Breakfast in America el 1979. La cançó, que dona títol a l'àlbum, va ser publicada com a segon senzill promocional, la lletra parla sobre una persona que mai ha estat als Estats Units i fantaseja amb el país. Va aconseguir el nové lloc en la llista UK Singles Chart.
La cançó de l'any 2005 «Cupid 's Chokehold» de Gym Class Heroes s'utilitza en gran manera la melodia de «Breakfast in America» i compta amb el cantant de Fall Out Boy Patrick Stump interpretant la tornada amb les línies inicials de la cançó. .
La cançó també va ser samplejada en «Stunt Hard» de Drake i James Blunt va realitzar una versió en viu que va figurar en l'edició de luxe del seu segon àlbum All the Lost Souls.

## Història
La cançó va ser escrita per Roger Hodgson abans de la formació de Supertramp, durant la seva adolescència, encara que està acreditada conjuntament a Hodgson i Rick Davies. Segons va declarar: "recordo que els Beatles acabaven de marxar a Amèrica i em vaig quedar molt impressionat, això va estimular definitivament el meu somni de voler anar a Amèrica i, evidentment, veure a totes aquestes noies de Califòrnia a la televisió i pensant, Wow, és el lloc on vull anar." Davies volia que Hodgson reescrivís la lletra, ja que per aquells dies la cançó tenia gairebé una dècada d'antiguitat, però Hodgson es va negar al sentir que era massa personal i que capturava la innocència de la seva adolescència. Hodgson i Davies no es posaven d'acord sobre la primera línia de la cançó: "Take a look at my girlfriend, she's the only one I got" (Mireu la meva xicota, és l'única que tinc). Hodgson va explicar a Melody Maker el 1979: " A Rick mai li va agradar la lírica de la cançó. És tan trepidant: "Mireu la meva xicota". Li hauria agradat si hagués canviat la lletra a alguna cosa més divertida o més rellevant. Ho vaig intentar, però no me vaig en sortir, així que em vaig quedar amb l'original".
Després que el grup interpretés la cançó una vegada que Hodgson el va abandonar, el músic va dir emfàticament als periodistes que Davies "odiava" la cançó i que no creia que participés en el seu enregistrament original. No obstant això, en altres entrevistes, Hodgson va acreditar a Davies en la idea d'utilitzar el vers de rèplica: "What 's she got? Not a lot".

## Instruments
De la gran quantitat d'intruments que sonen a la cançó, Peter Henderson, l'enginyer de so i productor de l'àlbum va proporcionar la llista: Tots els instruments van ser tocats pels membres de la banda: Roger Hodgson, Rick Davies, Dougie Thomson, John Helliwell i Bob Siebenberg, excepte la tuba i el trombó, que van ser interpretats pel músic de sessió Dick "Slide" Hyde.
Piano de 9 peus Steinway
Baix Music Man Stingray de quatre cordes
Bateria Ludwig i Ludwig Supraphonic de 6,5 polzades de caixa
Harmonium (òrgan de "bomba")*
Clarinet
Guitarra Fender Stratocaster, doble
Tuba
Trombó
Calliope i piano per donar so de fira
Címbales d'orquestra a l'últim cor
Roger Hodgson, veu principal, de doble pista
Roger Hodgson en veu de suport, de doble pista
Resposta vocal de "Girlfriend" - Dougie Thomson o John Helliwell, possiblement tots dos. "What she got - not a lot", Rick Davies en veu de suport.
- Sobre l'Harmonium Hodgson va declarar: "Crec que tenia 17 anys quan vaig trobar aquest meravellós òrgan de bomba: un Harmonium que es bombejava amb els peus. El vaig trobar a casa d'una dona gran al camp proper a on vivia a Anglaterra. Vaig comprar-lo per £ 26 i, vaig procedir a escriure totes aquestes cançons: "Breakfast In America", "Two Of Us", "Soapbox Opera", fins i tot el començament de "Fool's Overture" i " The Logical Song". És increïble el que em va inspirar aquest instrument".[4]